# هاينريش ميتر
هاينريش ميتر (بالألمانية: Heinrich Mitter) (و. 1929 – م) هو فيزيائي، وأستاذ جامعي من النمسا . ولد في غراتس.

## مناصب وهيئات
أدار جامعة توبنغن، وجامعة غراتس.

## جوائز
حصل على جوائز منها:
- النيشان الذهبي الأعظم لشتايرمارك.